# محمد علوي المالكي
محمد بن علوي المالكي (1367 - 1425 هـ) عالم دين ومتصوف من علماء مكة المكرمة. وهو فقيه مالكي على عقيدة أهل السنة والجماعة وفق المدرسة الأشعرية ومن أهم علماء الحديث في عصره ويُلقب بـ«مُحدّث الحرمين». تنقّل بين الكثير من الحواضر العلمية في العالم الإسلامي ليأخذ عن كبار العلماء. وله مؤلفات كثيرة في علوم الحديث والفقه المالكي وواقع العالم الإسلامي.

## نسبه
محمد الحسن بن علوي بن عباس بن عبد العزيز بن عباس الإدريسي الحسني من أسرة من الأشراف الأدارسة المغاربة، نزح أحد أجداده من فاس إلى مكة المكرمة وسكنها.

## مولده ونشأته
ولد بمكة المكرمة بمحلة القرارة عام 1367 هـ ونشأ بها نشأة إسلامية علمية صوفية في كنف والديه فقرأ على والده علوي بن عباس المالكي القرآن الكريم وبعض مبادئ العلوم كالنحو والفقه والتفسير والمنطق والحديث ثم التحق بمدرسة الفلاح والمدرسة الصولتية وفي هذه الفترة نهل من دروس العلماء في المسجد الحرام. وكان محمد علوي يعتز ويفتخر أنه قرأ على الشيخ عبد الله بن سعيد اللحجي كتبا كثيرة كما حفظ عليه متونا كثيرة خلال سنة ونصف تفرغ فيها الشيخ عبد الله اللحجي لتدريسه يوميا وبدار والده علوي المالكي بحارة النقا. وتوجه إلى خارج موطنه لطلب العلم فسافر إلى مصر، والمغرب، والهند، وباكستان وغيرها من الدول الإسلامية.

## مسيرته العلمية
- تلقى دراساته النظامية في جامعة الأزهر وحصل على الماجستير والدكتوراه من كلية أصول الدين ثم رحل إلى المغرب ليأخذ عن كبار علمائها.[5]
- عين مدرسًا بكلية الشريعة بمكة المكرمة عام 1390 هـ الموافق للعام 1970 م، ثم عين مدرسًا بالمسجد الحرام عام 1391 هـ بعد وفاة والده، وكان عضوًا بهيئة التدريس بجامعة الملك عبد العزيز (قسم الدراسات الإسلامية).
- شارك العلماء في التدريس بالمسجد الحرام في حصوة ورواق باب السلام (الفتح) وبداره العامرة بالعتيبية والرصيفة.
- عين عضوا برابطة العالم الإسلامي.[6]
- له محاضرات دينية وأحاديث أسبوعية بالإذاعة السعودية عبر البرنامج العام، وإذاعة نداء الإسلام كما شارك بعدة برامج بقناة إقرأ، وبعض القنوات الخليجية وقناة المحور المصرية آخرها برنامج «مفاهيم يجب أن تصحح».
- أسند إليه افتتاح المواسم الثقافية لرابطة العالم الإسلامي من عام 1391 إلى 1403 هـ.
- عام 1392 هـ شارك في الملتقى الفكري الإسلامي بالجزائر.
- عام 1392 هـ شارك في جلسات الاجتماع المصري السعودي لشؤون الأوقاف بدعوة من وزارة الأوقاف المصرية.
- عام 1393 هـ مثّل رابطة العالم الإسلامي موفودًا نيابة عن المملكة العربية السعودية في افتتاح المركز الإسلامي بالنيجر.
- ترأس جلسات عديدة في مؤتمر الإمام مالك الذي يعقد سنويًا في المملكة المغربية.
- انتخب رئيسًا للجنة التحكيم الدولية لمسابقة القرآن الكريم بمكة المكرمة أعوام 1399 هـ، 1400 هـ، 1401 هـ، وهو أول رئيس لها.[7]
- شارك في ندوات عالمية ومؤتمرات إسلامية خارج المملكة العربية السعودية، في مصر والمغرب والجزائر وتونس وإندونيسيا وماليزيا وسنغافورة وباكستان والنيجر وكندا وبريطانيا.
- ساهم في إنشاء العديد من المدارس والمعاهد والجامعات الإسلامية في إندونيسيا، وبلغ عدد هذه المعاهد والمدارس أكثر من مئة مدرسة، كما ساهم في إنشاء الجامعة الإسلامية بقدح في ماليزيا، وأهدى أمهات الكتب لمكتبة الجامعة في التفسير والحديث والفقه بالإضافة إلى مؤلفاته القيمة.
- عام 1416 هـ عيّن أستاذًا زائرًا في الجامعة الإسلامية الحكومية بقدح دار الأمان ماليزيا حتى وفاته.
- منحته جامعة الأزهر درجة الأستاذية الفخرية (بروفيسور) في 2 صفر 1421 هـ (6 مايو 2000) بناء على ما تضمنه التقرير المفصل من تقييم علمي للأبحاث والمؤلفات المقدمة على المستوى العلمي الأكاديمي في مجال التخصص الدقيق وذلك باسم الجامعة الإسلامية الحكومية بقدح دار الأمان بماليزيا.
- عام 1424 هـ شارك في اللقاء الثاني للحوار الوطني بدعوة من ولي العهد صاحب السمو الملكي الأمير عبد الله بن عبد العزيز آل سعود، وقدم فيها ورقة عمل طبعت في رسالة بعنوان «الغلو وأثره في الإرهاب وإفساد المجتمع».
- ظل مجلس درسه على الدوام حافلا بالشباب والشيوخ إلى جانب المجاورين من الطلاب وبالأخص القادمين من جنوب شرق آسيا الذين كان يتكفل بإيوائهم وتدريسهم أصول الدين والفقه وعلوم الحديث وقواعد اللغة العربية ليتأهلوا كدعاة للإسلام في بلدانهم.

## خلافه مع المؤسسة الدينية
ولم يكن على وفاق دائم مع المؤسسة الدينية الرسمية داخل السعودية، إلا أنه استطاع أن يواصل مسيرته العلمية ناشرًا الموروث العلمي التي أخذه بالسند عن أسلافه علماء الحجاز خاصةً وأن علاقته الشخصية جيدة بالملك السعودي عبد الله بن عبد العزيز حالت دون إقصائه من قبل المؤسسة الدينية التي تتبع المذهب الحنبلي وتعارض الصوفية. وكانت له حلقة شهيرة في المسجد الحرام بمكة المكرمة تعتبر امتدادا لسنين من تدريس أجداده، ويعتقد البعض أن سبب توقفها يرجع إلى إقصائه من قبل علماء آخرين من السعودية على علاقة بالمؤسسة الدينية الرسمية لكونه لا يتفق مع منهجهم، وقد تعرض للتحقيق والمتابعة أكثر من مرة من قبل هذه الجهة، وربما يؤكد هذا أن أغلب مؤلفاته طبعت خارج السعودية.

## شيوخه
فيا يلي عرض لمشايخ المالكي الذين يروي عنهم بالسند المسلسل المتصل:
| - والده علوي بن عباس المالكي - عبد الله بن سعيد اللحجي - حسن بن محمد المشاط - حسن بن سعيد يماني - عبد الله بن محمد الصديق الغماري - محمد العربي التباني - محمد المصطفى العلوي الشنقيطي - محمد ياسين الفاداني - محمد نور بن سيف بن هلال المهيري - محمد يحيى بن أمان الكتبي - عبد العزيز بن محمد الصديق الغماري - محمد إبراهيم بن سعد الله الختني - عبد الله بن أحمد دردوم - حسنين بن محمد مخلوف - حسن بن محمد فدعق - عبد الحليم محمود - أحمد مشهور بن طه الحداد - حسن بن إبراهيم الشاعر - أنعم ناصر مدهش الشرعبي - صالح بن محمد صالح الجعفري - محمد يوسف بن محمد زكريا البنوري - محمد الطاهر بن عاشور - محمد إبراهيم أبو النور - أحمد بن عبد الله الهدّار - أحمد بن عبد العزيز المبارك | - ضياء الدين أحمد القادري - إدريس بن محمد المهدي السنوسي - إسماعيل بن مهدي الغرباني - أمين بن محمود خطاب السبكي - حامد بن محمد بن سالم السري - حامد بن مرزاخان الفرغاني - حبيب الرحمن الأعظمي - حسن بن أحمد بن عبد الباري الأهدل - حسن بن محمد مرزوق حبنكة الميداني - حمزة بن عمر العيدروس - محمد خليل بن عبد القادر طيبة - سالم بن أحمد بن حسين بن جندان - شيخ بن سالم العطاس - الطيب أبو قناية السوداني - الطيب بن المولود مصطفى المهاجي - ظفر أحمد العثماني التهانوي - عباس إنعام خوجة بخاري - عبد الله بن أحمد الهدار - عبد الله بن زيد بن يحيى المعزبي - عبد الله بن عبد الصمد كنون - عبد الرحمن بن عبد الله العطاس - عبد الرحمن بن عبد الله الحبشي - عبد العزيز بن محمد عيون السود - عبد القادر بن أحمد السقاف - عبد القادر بن عيدروس البار | - عبد الكبير بن الماحي الصقلي - علوي بن عبد الله بن شهاب الدين - علوي بن عبد الله السقاف - علي بن حسين العطاس - علي بن عبد الرحمن الحبشي - عمر بن أحمد بن أبي بكر بن سميط - عمر بن محمد اليافعي - الرحالي الفاروقي السرغيني - فضل بن محمد بن عوض بافضل - المجذوب بن المدثر إبراهيم الحجار - محمد إبراهيم أبو العيون - محمد بن إبراهيم المبارك - محمد إدريس الكاندهلوي - محمد بن أحمد بن حسن الكاف - محمد أبو بكر الملا الأحسائي - محمد أسعد بن أحمد بن سعيد العبجي - محمد الحافظ بن عبد اللطيف التيجاني - محمد زكريا بن محمد يحيى الكاندهلوي - محمد بن سالم بن أحمد العطاس - محمد بن سالم بن حفيظ - محمد شفيع بن ياسين الديوبندي - محمد صالح بن عبد الله الفرفور - محمد بن عبد الله بن إبراهيم العقوري - محمد غلام القاسمي السندي - محمد بن يحيى دوم الأهدل | - محمد يوسف إلياس الكاندهلوي - محمود بن نذير الطرازي - مطهر بن مهدي بن حميد الغرباني - محمد مكي بن محمد بن جعفر الكتاني - يوسف بن إسحاق بن حمد النيل - عبد السلام بن عبد القادر بن سودة - أحمد بن محمد زبارة - المكي بن عبد السلام بن كيران - أبو بكر عطاس الحبشي - المهدي الصقلي الفاسي - عبد الله سراج الدين الحسيني - محمد الشاذلي النيفر - عبد الفتاح أبو غدة - محمد بن أحمد الشاطري - محمد زين بن عبد الله باويان - إبراهيم بن داوود فطاني - إبراهيم بن عمر بن عقيل - عبد الحي بن محمد الصديق الغماري - سالم بن عمر السقاف - محمد بن محمد عبد المحسن رضوان - مالك بن العربي السنوسي - مالك بن عمر بن حمدان المحرسي - محمد نمر الخطيب - حسين بن أحمد عسيران - إسحاق بن عقيل عزوز |

## مؤلفاته
أصدر مؤلفات في أصول الدين والشريعة والفقه والسيرة النبوية تزيد عن المئة بين المطبوع والمخطوط، وقد بلغ المطبوع نحو الثمانين وهي:
| - «أبواب الفرج» - «إتحاف ذوي الهمم العلية في رفع أسانيد والدي السنية» - «أدب الإسلام في نظام الأسرة» - «أذكار نبوية وأدعية سلفية» - «أصول التربية النبوية» - «الإعلام بفتاوى أئمة الإسلام في مولد خير الأنام» - «إمام دار الهجرة مالك بن أنس» - «الأنوار البهية من إسراء ومعراج خير البرية» - «أنوار المسالك في روايات موطأ الإمام مالك» - «باقة عطرة» - «البشرى في مناقب السيدة خديجة الكبرى رضي الله عنها» - «البيان والتعريف بذكرى المولد النبوي الشريف» - «تاريخ الحوادث والأحوال النبوية» - «التحذير من المجازفة بالتكفير» - «تحقيق الآمال فيما ينفع الميت من الأعمال» - «جوامع الكلم» - «الحصون المنيعة» - «حول الاحتفال بذكرى المولد النبوي الشريف» - «حول خصائص القرآن» - «خلاصة شوارق الأنوار من أدعية السادة الأخيار» - «دروع الوقاية بأحزاب الحماية» - «الدعوة الإصلاحية» - «الذخائر المحمدية» - «ذكريات ومناسبات» - «زبدة الإتقان في علوم القرآن» - «الزيارة النبوية بين الشرعية والبدعية» - «سبل الهدى والرشاد» - «شرح منظومة الورقات في أصول الفقه» - «شرح نظم مولد الحافظ عماد الدين ابن كثير للعلامة ابن حفيظ» - «شرف الأمة المحمدية (خصائص الأمة المحمدية)» - «شريعة الله الخالدة» - «شفاء الفؤاد بزيارة خير العباد» - «شوارق الأنوار بأدعية السادة الأخيار» - «صلة الرياضة بالدين» - «الطالع السعيد المنتخب من المسلسلات والأسانيد» - «العقد الفريد المختصر من الأثبات والأسانيد» - «العقود اللؤلؤية بالأسانيد العلوية» - «الغلو وأثره في الإرهاب وإفساد المجتمع» - «فضل الموطأ وعناية الأمة الإسلامية به» - «فهرست الشيوخ والأسانيد للإمام السيد علوي المالكي رحمه الله» | - «في رحاب البيت الحرام» - «في سبيل الهدى والرشاد» - «القدوة الحسنة في منهج الدعوة إلى الله» - «قل هذه سبيلي» - «القواعد الأساسية في علم أصول الفقه» - «القواعد الأساسية في علم مصطلح الحديث» - «القواعد الأساسية في علوم القرآن» - «كشف الغمة في اصطناع المعروف والرحمة بالأمة» - «لبيك اللهم لبيك» ثم طبع طبعة جديدة بعنوان «الحج وأحكامه» - «ما لا عين رأت» - «ماذا في شعبان؟» - «مجموع فتاوى ورسائل الإمام السيد علوي المالكي رحمه الله» - «محمد صلى الله عليه وسلم الإنسان الكامل» - «المختار من كلام الأخيار» - «المدح النبوي بين الغلو والإنصاف» - «المستشرقون بين الإنصاف والعصبية» - «المسلمون بين الواقع والتجربة» - «مفاهيم يجب أن تصحح» - «مفهوم التطور والتجديد في الشريعة الإسلامية» - «منهج السلف في فهم النصوص بين النظرية والتطبيق» - «المنهل اللطيف في أصول الحديث الشريف» - «موقف الإسلام من الدراسات الاستشراقية» - «من خلاصة شوارق الأنوار» - «نفحات الإسلام من البلد الحرام (دروس ومحاضرات السيد علوي المالكي رحمه الله)» - «نور النبراس بأسانيد ومرويات الجد السيد عباس رحمه الله» - «هو الله» - «واقعية التربية الإسلامية» - «وهو بالأفق الأعلى» - «التعليق على أحاسن المحاسن» - «التعليق على ألفية السيرة النبوية للإمام العراقي» - «التعليق على المنهل الروي على منظومة المجد اللغوي» - «التعليق على جالية الكدر بذكر أسماء أهل بدر وشهداء أحد السادة الغرر» - «التعليق على فتح القريب المجيب على تهذيب الترغيب والترهيب لوالده» - «التعليق على موطأ الإمام مالك برواية ابن القاسم وتلخيص القابسي» - «التعليق على مولد الحافظ ابن الديبع الشيباني» - «التعليق على مولد الملا علي قاري» - «التعليق والتحقيق على جوهرة التاج على تبصرة المحتاج إلى بعوث صاحب المعراج صلى الله عليه وسلم» - «الفقه المالكي وأحواله في ظل الفقه الحنبلي بمكة المكرمة في القرن الرابع عشر» |

## ذريته
وله من العقب ستة ذكور: أحمد، وعبد الله، وعلوي، وعلي، والحسن، والحسين، وعدة بنات. وقد خلفه ابنه أحمد في إقامة الدروس.

## وفاته
توفي في بيته بمكة المكرمة فجر الجمعة الخامس عشر من شهر رمضان سنة 1425 هـ. وقد صلي عليه صلاة الجنازة عقب صلاة العشاء بالمسجد الحرام ودفن في مقبرة المعلاة بجوار والده علوي بن عباس المالكي في جنازة مهيبة، كما حضر مراسم الدفن والعزاء الكثيرين من وجهاء البلاد وأصدقاء الشيخ وتلاميذه، وقد قام الملك عبد الله بن عبد العزيز عندما كان وليًا للعهد بتعزية أسرته شخصيًا نيابة عن الملك فهد بن عبد العزيز.

## روابط خارجية
- جنازة السيد العلامة محمد علوي المالكي في الصحف السعودية.